# コール オブ デューティ ブラックオプス
『コール オブ デューティ ブラックオプス』（英語: Call of Duty: Black Ops, 略称：CoD:BO）は、東西冷戦を主題としたファーストパーソン・シューティングゲームである。コール オブ デューティシリーズ本編の7作目。開発元は『CoD:UO』『CoD2:BRO』『CoD3』『CoD:WaW』を開発したTreyarch（『CoD:UO』は、Treyarchに吸収されたGray Matter Interactiveが担当した）。発売元のアクティビジョンから全世界で2010年11月9日に発売された。
日本では、スクウェア・エニックスから2010年に発売された。日本版は吹き替えと字幕版の2バージョンがあり、字幕版が2010年11月18日に、吹き替え版が同年12月16日に発売。なお、本作が日本国内でリリースされたCoDシリーズ、そしてスクウェア・エニックスとしては初のCERO:Z指定作となる。
また、2012年9月よりMac版がApp Store（27日）および Steam（28日）において発売開始された。
本作のストーリーは、終盤まで主人公にして語り手であるメイソンの回想で進行していく。メイソンと尋問官のやりとりは、ミッション最中でも割り込まれる時がある。また「極秘裏に行われた作戦、記録に残らない戦史」という事を示すかのように、シリーズ慣例のミッション冒頭の作戦詳細は大半が黒のマーカーペンで塗りつぶされ、判読不能状態に追いやられてしまう。なお、従来作とは違い、今作の主人公はメイソンに固定されており、ハドソンやレズノフは、あくまで準主人公的な位置付けである。
2020年11月13日には、キャンペーンの13年後を舞台にした『コール オブ デューティ ブラックオプス コールドウォー』が発売された。

## ストーリー
冷戦時、影で活動したCIAの元工作員アレックス・メイソンは何者かに捕まり、過去の秘密任務について白状させられる。彼は1960年代に、キューバやインドシナ、ソ連などで任務を遂行していた。
尋問中、自分の脳裏を蝕む「数字」に関する様々な質問を投げかけられる。そのうち、自分を洗脳したのは、ドラゴヴィッチだという事を知る。数々の歴史上の事件の真実の裏で、メイソンは戦友と共に隠された任務（Black Ops）を開始する。
OPERATION 40 （オペレーション40） キューバ ピッグス湾 1961年4月17日 0500時 メイソン
ピッグス湾事件のさなか、メイソン達CIAの特殊作戦チーム「OP40」は、ある人物を抹殺する任務を受けハバナ市に潜入していた。現地の工作員・協力者との連絡を終え、OP40のメンバーは、ターゲットの人物が隠れ住む海辺の別荘に急襲を仕掛けた。
終盤、メイソンはチームを逃す為に身代わりになる。
VORKUTA （ヴォルクタ） ソビエト連邦 ヴォルクタ強制収容所 1963年10月6日 0600時 メイソン
メイソンはソ連のヴォルクタ強制収容所に送られる。恐怖と苦痛に満ちた日々の中で、メイソンは同じく囚人であるヴィクトル・レズノフと出会い、固い友情を結んだ。2年後、レズノフが主導する囚人達の蜂起計画にメイソンも参加、最も危険な先頭に立って戦うことになる。
なお史実においてはヴォルクタ収容所の反乱は1953年7月に発生している。
U.S.D.D. （合衆国国防総省） ペンタゴン 1963年11月10日 1700時 メイソン
帰還したメイソンは心理テストに合格し、CIAエージェントであるジェイソン・ハドソンの担当下で、工作員として復隊した。メイソンはペンタゴンに呼び出され、ケネディ大統領から、ドラゴヴィッチ暗殺の命令を手渡しされる。
EXECUTIVE ORDER （大統領命令） ソビエト連邦 バイコヌール 1963年11月17日 0700時 メイソン
メイソンは、ソ連の宇宙船打ち上げ阻止、ひいては大陸間弾道ミサイルの開発計画を阻止する大統領命令の秘密作戦「オペレーション・フラッシュポイント」に参加し、戦友フランク・ウッズとともにバイコヌール宇宙基地に潜入していた。しかし、スパイとして基地に先んじて潜入していたウィーバーが捕らえられてしまい、作戦決行を急がねばならなくなってしまった。
一方、クラフチェンコはメイソンらをおびき寄せるべくウィーバーの左目を潰す。
SOG （研究・偵察グループ） 南ベトナム ケサン 1968年1月21日 0900時 メイソン
「オペレーション・フラッシュポイント」を終えた後も、メイソンはドラゴヴィッチを追い続けた。そして、5年後。彼はドラゴヴィッチの腹心であるクラフチェンコが東南アジアで活動している事を知らされ、担当官であるハドソン共々MACVが展開する南ベトナムのケサンに送られた。彼はそこでウッズと再会するが、喜ぶ間もなく基地はNVA（北ベトナム軍）の大規模な襲撃に見舞われ、迎撃戦を手伝う羽目に陥った。
THE DEFECTOR （亡命者） 南ベトナム フエ市 1968年2月2日 1900時 メイソン
メイソンの意見を受け、MACVおよびSOGのチームはNVAの攻撃が激しいフエ市に降下した。そこにはドラゴヴィッチの計画に関する情報を持ち出した亡命者がいるからだった。火の海と化したフエ市で保護した亡命者は、メイソンにとって思いがけない人物であった。
NUMBERS （数列） 香港 九龍城 1968年2月9日 1700時 ハドソン
香港の九龍城で、ハドソンはプロジェクト・ノヴァの関係者であったダニエル・クラーク博士の確保に成功。彼を尋問していた。だが、ドラゴヴィッチはクラークもろとも証拠を抹消するべくスペツナズを派遣した。ハドソンのチームはクラークと共同戦線を張り、嵐の九龍城からの脱出を図る。
PROJECT NOVA （ノヴァ計画） 北極圏 1945年10月29日 1200時 ヴィクトル・レズノフ
メイソンは、ヴォルクタでレズノフから語り聞かされた昔話を回想していた。ドラゴヴィッチ、クラフチェンコ、シュタイナー。この男達が、何故死すべきなのか。そもそも、プロジェクト・ノヴァとは何なのか。
『CoD:WaW』赤軍編ラスト、ベルリン攻防戦から半年後。レズノフ達の部隊はドラゴヴィッチ将軍が指揮する秘密作戦に召集された。作戦の目的は、北極圏で抵抗を続けるドイツ軍の研究基地から、亡命を希望する科学者フリードリヒ・シュタイナー博士を救出すること。救出されたシュタイナー博士は、彼がナチス統治下のドイツで研究していた化学兵器「ノヴァ6」のプロトタイプが眠るという座礁船にドラゴヴィッチを案内した。
VICTOR CHARLIE （ベトコン） ベトナム DMZ 1968年2月9日 1200時 メイソン
ドラゴヴィッチの腹心、クラフチェンコがラオス領内でノヴァ6に関わる活動を行っている事が突き止められた。メイソン達SOGはその拠点を壊滅すべく、北ベトナムに向かった。
CRASH SITE （墜落地点） ラオス 1968年2月11日 1300時 メイソン
ノヴァ6を搭載したソ連の偽装輸送機が、ラオス領内で撃墜された。残骸からノヴァ6を回収すべく、メイソン達SOGが投入される。アメリカ海兵隊の協力の元、PBRと攻撃ヘリの混成部隊は、メコン川をラオス領内の輸送機墜落現場へと遡った。
WMD （大量破壊兵器） アメリカ カリフォルニア州ビール空軍基地 1968年2月18日 0500時 モーズリー大尉/ソ連 ヤマンタウ 1968年2月18日 1700時 ハドソン
クラークから得た証言を元に、ハドソン達CIAチームはウラル山脈ヤマンタウ山にある軍事施設に潜入した（このステージの前半部は、地上を進むハドソン達と、上空のSR-71 ブラックバードから偵察管制任務を行うネイトッシュ少佐の視点が交互に入れ替わる）。
モーズリー大尉、ネイトッシュ少佐が操縦するSR-71の偵察支援を受け、ハドソン達のチームが突入したが、そこにはシュタイナーの姿は無く、基地はすでに撤収準備が進んでいた。
PAYBACK （復讐） ラオス 1968年2月19日 1100時 メイソン
ドラゴヴィッチの罠に落ち、捕らえられてしまったメイソン達SOG。ボウマンをはじめとする仲間達が殺される中、ウッズとメイソンは敵の一瞬の油断を衝き、脱出を果たした。だが、二人は味方拠点に帰還するのではなく、このままクラフチェンコの拠点を襲撃する事を決断した。
REBIRTH （再生） ソ連 リバース島 1968年2月23日 2230時 メイソン/ソ連 リバース島 1968年2月23日 2200時 ハドソン
「復讐」後、メイソンは原隊に帰還せず、レズノフと二人きりでアラル海のリバース島に向かった。そこにシュタイナーの研究所がある事は、クラフチェンコの基地にあった情報から判明していた。メイソンはレズノフに導かれるまま、シュタイナー殺害へと動く。
一方、「大量破壊兵器」で情報を得たハドソン達CIAのチームが島の反対側から、こちらはシュタイナーの身柄を確保すべく潜入していた。ハドソンは無線でメイソンに呼びかけるが、メイソンは反応しようとしない。スペツナズの手により島中にノヴァ6が撒かれる中、ハドソン達は化学防護服を身に纏い研究所へと急ぐ。
REVELATIONS （啓示） NSA庁舎 ルーム9 1968年2月25日 2300時 メイソン
プロジェクト・ノヴァの危機は切迫し、情報は不足している。尋問官は遂に最後の事実を明かし、メイソンの精神に揺さぶりをかけた。メイソンの精神と記憶は混乱の極みに達し、そこに一つの事実が浮かび上がる。
REDEMPTION （償還） メキシコ湾 1968年2月26日 0600時 メイソン
得られた情報を元に、CIAのBlack Opsチームはメキシコ湾にある送信施設の破壊に向かった。ハドソンの推測に違わず、そこはプロジェクト・ノヴァ以外の計画も進行する東側の秘密基地だった。送信施設にて、ドラグノフはメイソンらを殺害しようとしたが一瞬の隙を付かれ、水の中で首を絞められ死亡する。

## 主要登場人物

### アメリカ中央情報局（CIA）・アメリカ海兵隊（USMC）・アメリカ軍
アレックス・メイソン（Alex Mason）
英語版声優：サム・ワーシントン/吹き替え版声優：堀内賢雄
本作の主人公であり、メインプレイヤーキャラクター。アメリカ海兵隊の隊員であり、CIAの工作員でもある。階級は大尉。
1960年代、1961年のキューバではOP40、そして、1968年の東南アジアでは南ベトナム軍事援助司令部のSOGに所属していた。メイソン（含む同作のプレイヤーキャラクター）は、当時の『CoDシリーズ』では数少ない、自分が操作している時に喋る（味方との会話、リロード中など）人物である。キューバでカストロ（実際は影武者）を殺害し、脱出する際に滑走路をふさいでいる敵車両を破壊するため、敵のZPU-4を奪って敵車両を薙ぎ払うが、ドラゴヴィッチに捕らわれてしまう。その後、ヴォルクタ収容場に収納されるが2年後、一緒に収容していたレズノフと共に脱走する。その後、ケネディ大統領からドラゴヴィッチの殺害命令を受ける。1968年のベトナム戦争でもドラゴヴィッチを追い続け、亡命者からある情報を受け取るためにフエ市へ向かう。そこでレズノフと再会し、ドラゴヴィッチが西側諸国への攻撃を計画していると知り、計画を阻止する。ときたま数字が聞こえると言うが、実はドラゴヴィッチがメイソンを利用してケネディを暗殺させるために行った洗脳の影響であり、次回作の『CoD:BO2』や後年発売の『CoD:BOCW』でもその影響が残っている他、エンディングでケネディのダラス遊説に居合わせており、「啓示」にて「オズワルド…拘束！」と混乱の中叫ぶなど、オズワルドを囮とした暗殺の実行犯だった可能性が示唆される。
ジェイソン・ハドソン（Jason Hudson）
英語版声優：エド・ハリス/吹き替え版声優：井上和彦
CIAの情報員、そして、メイソンの担当（handler）。また、プレイヤーキャラクターの一人である。
主にウィーバーと共に行動をとっている。ノヴァ6の情報を探るため、九龍でクラークを尋問し、彼の情報を元にシュタイナーを突き止めるが、リバース島の研究所にたどり着いた時には既にシュタイナーがメイソンに殺され、その場にいた彼を拘束。その後、ウィーバーと共にメイソンを尋問し、ドラゴヴィッチのノヴァ6によるアメリカ本土攻撃を行うための数列送信施設の場所を問い詰めた。
フランク・ウッズ（Frank Woods）
英語版声優：ジェームス・C・バーンズ/吹き替え版声優：小山力也
海兵隊員。階級は軍曹。メイソンと共にOP40やSOGに所属していた。CIAの特殊部隊には階級がないため、彼が指揮をとることが多い。
ラオスでベトコンの捕虜になるが脱出し、クラフチェンコを殺害しようとして道連れに遭う。しかし、本編中のとある隠し要素を見ると、生存してハノイの捕虜収容所に投獄されていることがわかり、次回作の『CoD:BO2』でその生存が決定的となった。
ジョセフ・ボウマン（Joseph Bowman）
英語版声優：アイス・キューブ/吹き替え版声優：浪川大輔
海軍所属。階級は兵曹長。メイソンやウッズ同様にOP40やSOGに所属していた。
ラオスでベトコンの捕虜になり、ロシアンルーレットを強要されて情緒不安定になる中、共産主義を罵ったためにスペツナズ隊員に鉄パイプで撲殺される。
グリゴリー・ウィーバー（Grigori Weaver）
英語版声優：ジーン・ファーバー/吹き替え版声優：安元洋貴
CIAのロシア系工作員。
生まれ故郷はソ連だが、幼い頃にスターリンに反感を持っていた父を大粛清により失い、母と共にアメリカへ亡命したことで現在に至った。メイソンと共に最後の戦いまで生き残ったが、次回作の『CoD BO2』には登場しない。
テレンス・ブルックス（Terrance Brookes） 英語版声優：トロイ・ベイカー
CIAの情報員。
「大統領命令」や「大量破壊兵器」で登場するが、「再生」以降は登場しないため、生死は不明。
ブルース・ハリス（Bruce Harris）
CIAの情報員。
「大量破壊兵器」で敵のRPG-7による攻撃を受けて足場が崩れ、そのまま落下して死亡する。
クロスビー（Crosby）
「亡命者」のみに登場する海兵隊員。
RT テキサス（RT Texas）
「亡命者」のみに登場する。RT テキサスはアメリカ陸軍UH-1のコールサイン。
クロスビーに航空支援を頼まれ、一度は脱出などで航空支援ができないと断るが、SOGの優先命令で航空支援を行う。
スウィフト（Swift）
「ベトコン」のみに登場する海兵隊員。
メイソンと共にベトコンの巣を捜索中に、不意打ちで首を刺され戦死。メイソンの異変に気付いた1人でもある。
PBRの乗組員
「墜落地点」のみに登場する乗組員。
PBR船首部のM2重機関銃の銃手を務めるも、ソ連軍の魚雷艇の攻撃を受け、戦死。
カルロス
「オペレーション40」のみに登場する現地の協力者。
ネイットシュ少佐
「大量破壊兵器」のみに登場するSR-71 ブラックバードの偵察管制官。
モーズリー大尉
「大量破壊兵器」のみに登場するSR-71のパイロット。
アメリカ軍パイロット
UH-1・F-4 ファントム IIのパイロット
アメリカ海兵隊
アメリカ海兵隊員。SOGやCIAと行動する。
C・ミラー（C. Miller）
前作『CoD:WaW』アメリカ海兵隊側の主人公。メイソンの調査報告書を作成した人物として名前だけが登場するが、同一人物かは不明。

### ソビエト連邦赤軍
ヴィクトル・レズノフ（Viktor Reznov）
英語版声優：ゲイリー・オールドマン/吹き替え版声優：大塚芳忠
第二次世界大戦で活躍した元赤軍兵で、『ワールド・アット・ウォー』にも登場している。
終戦後間もなく行われた作戦の際、上官のドラゴヴィッチとクラフチェンコに裏切られ、ヴォルクタの強制労働収容所へ送られる。そこでメイソンと出会い、深い友情を結ぶ。『CoD4』のプライス同様、彼の回想ステージではプレイヤーキャラになる。
父親は音楽家だが、すでに第二次大戦時にナチスに殺されている。ドラゴヴィッチに裏切られ、共に戦ったペトリェンコが殺されたことに復讐するためにメイソンの洗脳を上書きした。ヴォルクタでメイソンに自由を与えソ連軍に捕まるがフエ市で再会し、ドラゴヴィッチの計画を阻止しようとする。その後、クラフチェンコおよびシュタイナーを殺害したが、当のレズノフはハドソン曰く、ヴォルクタで既に死亡しており、メイソンの目の前に現れていたのは洗脳による妄想のレズノフであった。なお、レズノフが死亡したととれる直接的な描写は本編中では描かれなかった。
ディミトリ・ペトリェンコ（Dimitri Petrenko）
吹き替え版声優：東地宏樹
レズノフの戦友。「ノヴァ計画」の際、上官のドラゴヴィッチとクラフチェンコに裏切られ、ノヴァ6の実験台として仲間の兵士と一緒に殺される。
『CoD:WaW』の赤軍編主人公である。
ニキータ・ドラゴヴィッチ（Nikita Dragovich）
吹き替え版声優：若本規夫
本作の悪役（ラスボス）。階級は少将。
第二次大戦中、ナチスが開発した化学兵器ノヴァ6を利用し、アメリカへの侵略を企んでいる。
後年発売の『CoD:BOCW』では中間ムービーの会話で名前と顔写真でのみ登場する。
レフ・クラフチェンコ（Lev Kravchenko）
英語版声優：アンドリュー・ディヴォフ/吹き替え版声優：楠大典
階級は大佐。ドラゴヴィッチの右腕。
「復讐」にて死亡したと思われたが、直前に爆弾を取り外して生存しており、『CoD:BO2』で再登場した。後年発売の『CoD:BOCW』でも登場する。
ネフスキー（Nevski）
赤軍の兵士。ドラゴヴィッチに裏切られるが、レズノフと共に脱出。その後の消息は不明。
セルゲイ・コジン（Sergei Kozin） 英語版声優：トラヴィス・ウィリン
レズノフと共にヴォルクタ収容所に収監されている。「マガダンの怪物」と呼ばれており、看守を2人持ち上げて首の骨を折ったり、ツルハシで看守を串刺しにしたり武器保管庫をこじ開けるなど怪力の持ち主。閉まりかけていた武器庫のシャッターを自ら止めるがメイソンがくぐった後、看守に撃たれ死亡。
スペツナズ要員
「復讐」のみに登場するスペツナズ隊員。
捕えたメイソンとボウマンにロシアンルーレットを強要し、共産主義を侮辱したボウマンを鉄パイプで殴り殺す。その後、メイソンとウッズが一瞬の隙をついて反撃に出たため慌てて逃げるが、出口の目の前でメイソン(またはウッズ)に殺害される。
VCのノミ屋（VC Bookie）
「復讐」のみに登場するベトコン。
鉈を片手にメイソンらにロシアンルーレットを強制するが、メイソンとウッズの策で死亡する。

### 研究者
フリードリヒ・シュタイナー（Friedrich Steiner）
吹き替え版声優：飛田展男
ナチス・ドイツの残党にして、ノヴァ6の開発者。終戦後、ドラゴヴィッチに協力し兵器の開発を進める。完成後はドラゴヴィッチに始末される事を恐れ、CIAに助けを求めるが、レズノフの復讐に取り付かれたメイソンに殺害される。次回作の『CoD:BO2』では死亡の瞬間の回想ムービーで、後年発売の『CoD:BOCW』ではドラゴウィッチ同様中間ムービー及び一部ステージに於いて写真で登場する。
ダニエル・クラーク（Daniel Clarke）
英語版声優：ゲイリー・オールドマン/吹き替え版声優：富田耕生
イギリス人。ノヴァ6の開発に参加した研究者。ドラゴヴィッチに始末されると気づき、九龍に身を潜めたがスペツナズに追われ、ハドソンらと脱出を目指すが流れ弾が頭部に命中し死亡。

### アメリカ合衆国連邦政府
ジョン・F・ケネディ（John F. Kennedy）
吹き替え版声優：こぶしのぶゆき
1961年-1963年までのアメリカ合衆国大統領。メイソンにドラゴヴィッチ抹殺の任務を任せる。
ロバート・マクナマラ（Robert Mcnamara）
英語版声優：ロバート・ピカード/吹き替え版声優：ふくまつ進紗
1961年-1968年までのアメリカ合衆国国防長官。メイソンにドラゴヴィッチ抹殺の任務を任せる。

### キューバ共和国
フィデル・カストロ（Fidel Castro）
吹き替え版声優：石川ひろあき
1959年-2008年までのキューバの首相。メイソンらOP40に命を狙われるが、影武者を使い免れた。

## マルチプレイ
前作（『CoD:MW2』）より経済システムが追加され、経験値とは別のCoDポイントを稼ぐことによって、武器やパーク、アタッチメントなどを購入できる。経済システムと共にWager Matchモードが用意されており、全員がマッチ開始前にCoDポイントを賭け、トップ3のみがそれを独占できるという文字通りの賭け試合が実装されている。Wager Matchのルールは、Free-For-All（自分以外は全員敵）をベースに以下のアレンジルールが発表されている。
One In the Chamber
各プレイヤーは、拳銃一丁とライフ3つを持ってゲーム開始。拳銃には1発だけ弾が装填されており、誰かを倒せば1発補給が可能、しかし、お互いに外してしまえば一対一のナイフ合戦となる。
Sticks And Stones
武器は、時限信管の付いたクロスボウ、スペツナズ・ナイフ（刀身射出およびリロード機能ありの特殊ナイフ）、トマホークのみのどれも連射に時間のかかる武器ばかりで、射撃スキルが問われるモードである。また、トマホークを敵に命中させれば敵はポイントを失う。
Gun Game
全プレイヤーは拳銃でゲームを開始し（ナイフ以外で）、1人敵を倒すごとに武器がアップグレードされていくモードである。トマホークによるキルかナイフによる近接格闘キルを受けると一つ前の武器にもどる。誰かが全ての武器（20個）で敵を倒せばその時点でゲーム終了となる。
Sharp Shooter
全プレイヤーは、ラウンドの最初にランダムで選択された銃器の使用を強制され、時間と共に（9月3日公表のトレイラーでは45秒）ウェポンサイクルが回り、次の武器に強制変更となる。
一台のPS3またはXbox 360で二人までオンラインに参加できる。ただし、レベルを保つにはプレイヤー一人につきXbox Live ゴールドメンバーシップが必要。

## マルチプレイマップ
Array
Cracked
Crisis
Firing Range
Grid
Hanoi
Havana
Jungle
Launch
Nuketown
Radiation
Summit
Villa
WMD
- 「First Strike」（Xbox 360：2011年2月1日、PS3：2011年3月3日、PC：3月25日配信）

Berlin
Discovery
Stadium
Kowloon
- 「Escalation」（Xbox 360：2011年5月3日、PS3：2011年7月6日、PC：月日配信）

Zoo
Hotel
Convoy
Stockpile
- 「Annihilation」（Xbox 360：2011年6月28日、PS3：2011年7月28日、PC：7月29日配信）

Hangar 18
Drive-In
Silo
Hazard
Shangri-La
- 「Rezurrection」[注 3]（Xbox 360：2011年8月23日、PS3：9月22日、PC：配信未定）

Nacht der Untoten
Verruckt
Shi No Numa
Der Riese
Moon
（ちなみにMoon以外は『CoD:WaW』で登場したマップのリメイク版である）

## ゾンビモード
前作『CoD:WaW』に収録されていたミニゲーム「Nazi Zombies」の続編であり、今作では「ゾンビモード」（Zombies）と名を変えて収録されている。今作の協力対戦機能は、『CoD:WaW』にあったNazi Zombiesのみ（理由は『CoD:MW2』のスペシャル・オプスと同じ）。
人間が相手の本編とは異なり、廃墟や研究所など閉鎖された空間で襲いくるゾンビを倒していくのが目的。ラウンド制になっており、ラウンドを経るごとにゾンビの数や体力、攻撃性が強化されていく。ゾンビを倒したりバリケードを築いたりしてポイントを稼ぐことで新たな武器を購入したり、行動範囲を広げたりすることが可能。ラウンドに上限がないためいわゆるゲームクリアが存在せず、プレイヤーの死亡によるゲームオーバーまで続行される。
初期では「Kino der Toten」と「Five」の二つのマップのみだが、DLCによってマップ追加が可能。

### ゾンビモード ストーリー
第二次世界大戦で劣勢となったナチスは、形成を逆転させるために「The Giant」計画を進めていた。太平洋の孤島にある沼で発見された隕石から検出された元素「エレメント115」が死細胞を活性化させる性質を持つことが判明し、ルートヴィヒ・マクシス率いるドイツ国防軍第935部隊は「Der Riese」と呼ばれる研究所で様々な実験と研究を重ねた末、ついに成果を出すが、ある日突然研究所は崩壊し、マクシス他主要な研究者も行方不明となる。
研究所の崩壊後は、ヨーロッパ各地を転々としたのちエレメント115の産地である太平洋の孤島に移すも、施設はことごとく崩壊してしまった。元凶は、ほぼリヒトーフェンにあり、デンプシー、ベリンスキー、タケオはリヒトーフェンの壮大な計画に付き合わされる事となり、リヒトーフェン自身が3人の記憶を消し、共に過去や現代、そして、未来までタイムスリップしてゾンビと戦う事となった。ゾンビとの戦いのさなか、彼らは徐々にこの事件の大きな陰謀へと近づく事となる。

### ゾンビモード 登場人物

#### Nacht der Untoten、Verrückt、Shi No Numa、Der Riese、Kino der Toten、Ascension、Shangri-La、Moon
タンク・デンプシー（Tank Dempsy）「アメリカ人」 吹き替え版声優：楠大典
プレイヤーキャラの一人。アメリカ軍の最高の勲章である議会名誉勲章を受章したアメリカの英雄。アメリカ海兵隊軍曹。
本格的なペリリュー島侵攻を前に、彼の部隊は日本軍に捕らえられてしまい、彼自身も二週間、半分が泥水に浸かった竹製の檻に収監されていた。 なんとか脱出した彼は、隠し持っていたヘアピンと勲章を武器にし、生き残っていた部下を救出し、脱出した。この勇敢さを買われて今回の任務（ゾンビ退治）を命令された。
デンプシー自身、リヒトーフェンを嫌っており、ゲーム中にもそのセリフはいくつか出てくる。
また、ゲーム中の「またFacebookの更新を忘れちまった！！」というセリフから、アカウントを持っている可能性がある。
外見のベースは、『CoD:WaW』の登場人物であるアメリカ海兵隊員のポロンスキー（Polonsky）。
ニコライ・ベリンスキー（Nicolai Belinski）「ソビエト（ロシア人）」 吹き替え版声優：間宮康弘
プレイヤーキャラの一人。 自己憐憫からウォッカに溺れてしまったソ連兵。戦前は大工をしていた。
台詞のほとんどがウォッカやソビエト、共産主義に関係したものであり、戦前に所属党内のナンバー2の男を殺して女性と政略結婚して身を立てたが、後に失脚する。何度か再婚しているようだが、1番目の妻はショットガン、2番目の妻はPPSh-41、3番目の妻はPTRS-41で射殺、5番目の妻は斧で斬首するなど、かなり危ない性格である。デンプシーの事は尊敬しているが、武雄のことは日露戦争を理由に、あまりよく思っていない。
家には電気が通っておらず、時折、酒が入っていないのか冷静なセリフを言う時がある。
外見のベースは、『CoD:WaW』の登場人物であるソ連赤軍兵士のチェルノフ（Chernov）。
正木武雄（Takeo Masaki）「日本人」 吹き替え版声優：林和良
プレイヤーキャラの一人。日本陸軍の大尉。1910年4月11日生まれ。
ゾンビ化し自身に襲い掛かるかかってくるかつての仲間達より、まだ生きている者達と共に戦う事を決めた。先祖は名のある侍であり、彼自身その血を引いていることを誇りに思っており、降伏するなら自決するという信念を持っている。しかし、時々、女性の様な喋り方や「カラオケに勝る物は無い」などの外れた性格も持ち合わせている。声優の都合上、流暢な英語を話すが、時折英語訛りの日本語を喋る。
外見のベースは、Wii版『CoD:WaW』の最初のステージ「Semper Fi」で最初に「貴様は強くない」と発言した日本陸軍将校。ちなみに『CoD:WaW』と『CoD:BO』では顔が違っており、『CoD:WaW』では日本陸軍一般兵に紛れて登場する日本陸軍将校の顔になっている。
エドワード・リヒトーフェン（Edward Richtofen）「ドイツ人」 吹き替え版声優：青山穣
プレイヤーキャラの一人。ドイツ陸軍の少将であり、第935部隊に所属しマクシスの助手をしていた科学者。
ヴンダヴァッフェ DG-2の開発者であり、「Der Riese」で勤務していた過去を持つ。戦前は形成外科医をしていた。
マクシス親子をテレポーターの実験体にし、「Der Riese」をゾンビとヘルハウンドによって崩壊させた張本人。「Ascension」での発言から、妹がいる模様。
最終ステージのMoonにおいて、ゾンビの支配者であるサマンサの支配権を乗っ取り、ついにゾンビの支配者となり、大きな計画を開始する。その全貌は続編において知る事ができる。
外見のベースは、『CoD:WaW』の登場人物であるドイツ陸軍将軍のハインリヒ・アムゼル（Heinrich Amsel）。ちなみに、PC日本語字幕版とコンシューマー日本語吹き替え版では、赤い腕章に描かれているハーケンクロイツが消されている。

#### Five
ジョン・フィッツジェラルド・ケネディ（John Fitzgerald Kennedy）
プレイヤーキャラの一人。実在の人物であり、第35代アメリカ合衆国大統領。
ペンタゴンがゾンビに襲われた際も冷静で、会議室の裏の武器庫から銃をとった。地下室で人体実験や武器製造を行っていた事から、エレメント115の件に関与していると思われる。ゲーム中は名言を放ったり、「多数の愛人がいる」と発言している。
ロバート・マクナマラ（Robert McNamara）
プレイヤーキャラの一人。実在人物であり、第8代アメリカ合衆国国防長官。
ケネディ大統領の下で共にゾンビと戦う事を決意し、共闘する。
リチャード・ミルハウス・ニクソン（Richard Milhous Nixon）
プレイヤーキャラの一人。実在人物であり、後の第36代アメリカ合衆国副大統領、第37代アメリカ合衆国大統領。
フィデル・アレハンドロ・カストロ・ルス（Fidel Alejandro Castro Ruz）
プレイヤーキャラの一人。実在人物であり、キューバの最高指導者。

#### Call of the Dead
ジョージ・A・ロメロ  吹き替え版声優：大木民夫
ゾンビ映画界の金字塔である人物。映画を撮影している場所がエレメント115の採掘地域であった事を知る。ゾンビに囚われた後はゲーム中で不死身のゾンビとして登場する（一応、頑張れば倒せる）。
ダニー・トレホ 吹き替え版声優：江川大輔
マチェーテ二本を持ち、ゾンビの首を狩るという技を見せる。
サラ・ミシェル・ゲラー 吹き替え版声優：田中敦子
ゾンビに対して、まるで弄ぶかの様な発言が多数みられる。特技は格闘技、テコンドー。
マイケル・ルーカー 吹き替え版声優：ふくまつ進紗
水平二連散弾銃を二丁持つ人物。撮影に来たが、ゾンビに襲われ奮闘。この状況を楽しんでいるらしい。因みに最初のムービーでは装弾数二発の銃でありえない三発目を撃っている。
ロバート・イングランド 吹き替え版声優：江原正士
帽子を被った人物。臆病な性格であり、メンバーからはよくいじられる。

#### 関連人物
ルートヴィヒ・マクシス（Ludvig Maxis）
「Der Riese」でThe Giant計画におけるテレポーターの研究をしていたドイツ国防軍第935部隊所属の科学者。通称マックス。 実験の副産物としてゾンビを生みだす。責任者に近い身分にいると思われ、計画が予算と資源不足に陥った際には「戦争に勝つためには重要」と言い、 圧力を押し切ってでも研究を続けるとも言った。
病死した妻の間にサマンサという娘がいる。
元々テレポートの研究をしていたリヒトーフェンの成果を横取りした上、度々実験の失敗の責任を彼に押しつけることがあり、最終的に暴走したリヒトーフェンによって、娘諸共テレポーターの実験体にされ、行方不明となる。
サマンサ・マクシス（Samantha Maxis）
マクシスの娘。フラッフィ（Fluffy）という名前の愛犬がいるが、暴走したリヒトーフェンによって父親、愛犬と共にテレポーターの実験体にされ、行方不明となる。
各種テーマソングにはサマンサに関することと思われる歌詞がいくつか埋め込まれており、ゾンビ達を操っているのは彼女の可能性や、また、その動機が復讐と思われるなど謎が多く、ゾンビモードのキーパーソン的存在。

因みに、サマンサが持つテディベアは、マルチプレイのステージでいくつか見る事ができる。
ソフィア（Sophia）
第935部隊所属の科学者で、マクシス博士の助手。「Der Riese」に残されたメッセージで存在が明らかになるが、詳細は不明であり、Der Riese崩壊後の行方も不明。
ピーター（Peter）
「Shi no Numa」にある日本軍の研究所の責任者で、エレメント115の研究を行っていた。研究所の崩壊前に、とある人物向けに「リヒトーフェンとマクシスを探せ」とメッセージを残し、死亡する。

ユーリ・クラヴェシェンスキー（Yuri Kravcheski / Юри Кравчески）
「Ascension」マップで聞けるラジオメッセージの主。科学者。「Ascension」マップで登場する宇宙基地で働いていたが、秘密裏にエレメント115を使った実験を行っていた結果、気が狂ってしまった。ガーシュデバイスでブラックホールを造り出し、ゾンビ達を基地へ導いた張本人。エレメント115の実験をしていた時にサマンサ・マクシスに精神を乗っ取られた結果、狂気に走った様である。

## 隠し要素
Zork
タイトル画面で特定行動したのちに端末でコマンドを入力することでプレイできる。
Dead Ops Arcade
特定条件を満たすとタイトルメニューに追加されるミニゲーム。主観視点でプレイするゾンビモードとは異なり、俯瞰視点でプレイヤーを操りゾンビを倒していくのが目的。最初からM60を装備しており、弾数は無制限であるため、比較的難易度は低い。ゾンビモード同様ラウンド制となっており、ラウンドを経るごとにゾンビの数や敵の種類も増加していく。舞台は海岸や刑務所など様々であり、これもラウンド数に応じて変化する。ブラックオプス本編、ゾンビモード本編とはなんら関係がないが、ナチゾンビやセルゲイ姿のゾンビなど、外見の流用は多々なされている。

## 音楽
音楽は、『CoD:WaW』のサウンドトラックを作曲したショーン・マーレイが担当。他に、ローリング・ストーンズの「悪魔を憐れむ歌」およびクリーデンス・クリアウォーター・リバイバルの「フォーチュネイト・サン」といった1960年代の曲が流れるシーンもある。エンドロールには、先ほどの「悪魔を憐れむ歌」とエミネムの「ウォント・バック・ダウン」が使われている。予告編および欧米版コマーシャルにはローリング・ストーンズの「ギミー・シェルター」が使用されている（日本のCMにはravexの「ROCK U feat. 安室奈美恵」）。
- 音楽詳細

KINO Der toneゾンビ
Elena Siegman-115
FIVEゾンビ
Won't Back Down

## 反応

### 表彰

#### 2010年
- ゴールデンジョイスティックアワード 2010
  - 受賞：「One to Watch」[13]
- Spike Video Game Awards 2010
  - 受賞：「Best Shooter」[14]
  - ノミネート：「Game of the Year」（大賞）、「Best Multiplayer」[14]

#### 2011年
- ゲーム・デベロッパーズ・チョイス・アワード
  - ノミネート：「Game of the Year」（大賞）、「Best Visual Arts」[15]
- NAVGTR Awards
  - 受賞：「Sound Effects」[16]
  - ノミネート：「Art Direction, Contemporary」、「Graphics/Technical」、「Lead Performance in a Drama」（ゲイリー・オールドマン）、「Song Collection」、「Sound Editing in a Game Cinema」、「Use of Sound」[16]
- 英国アカデミー賞ゲーム部門
  - 受賞：「GAME award 2010」[17]
  - ノミネート：「Action」、「Multiplayer」、「Technical Innovation」[18]
- Interactive Achievement Awards
  - ノミネート：「Game of the Year」（大賞）、「Action Game of the Year」、「Outstanding Achievement in Animation」、「Outstanding Achievement in Online Gameplay」、「Outstanding Achievement in Visual Engineering」[19]
- ゴールデンジョイスティックアワード 2011
  - 受賞：「Shooter Game of the Year」[20]
  - ノミネート：「Ultimate Game of the Year」（大賞）[21]
- 日本ゲーム大賞
  - 受賞：「グローバル賞」[22]

### キューバ政府による非難
ゲーム内容に、キューバのカストロ前国家評議会議長の殺害を図るものが含まれていることから、キューバ政府は「カストロ前議長の殺害というアメリカの企てを美化するものだ」と非難した。

## その他
- 実在人物がゲームの人物として登場するのはシリーズ初。また、発売当時キューバのカストロ前国家評議会議長は存命中（2016年90歳で死去）だった。
- レズノフの回想で語られる第二次世界大戦後間もない時期は、Treyarch製『CoDシリーズ』で『CoD:BO』の前作に当たる日本語版未発売の『CoD:WaW』のストーリーと繋がりを持っている（ペトレンコはスターリングラード攻防戦からの戦友であり、『CoD:WaW』のソ連編で主人公としてレズノフと共に戦った）。また、ゾンビモードは「『CoD:WaW』の続編」であり、プレイヤーキャラクターも『CoD:WaW』と同様だが、日本兵の正樹武雄の顔が『CoD:WaW』の冒頭に出てくる日本陸軍将校の顔に変わっている。
- 日本語版（字幕版・吹き替え版）では北米版などに収録されている身体欠損描写や過激な暴力シーンの削除がなされ、吹き替え版においては作中の随所に登場するナチスのハーケンクロイツが鉄十字に変更されている。